# Codice penale italiano del 1889
Il codice penale italiano del 1889 (comunemente detto Codice Zanardelli dal nome di Giuseppe Zanardelli, allora ministro di Grazia e Giustizia che ne promosse l'approvazione) è un codice penale che fu in vigore nel Regno d'Italia dal 1890 al 1930. Esso sostituì il Codice penale sabaudo del 1859 ed il Codice penale toscano del 1853.

## La Relazione al Re

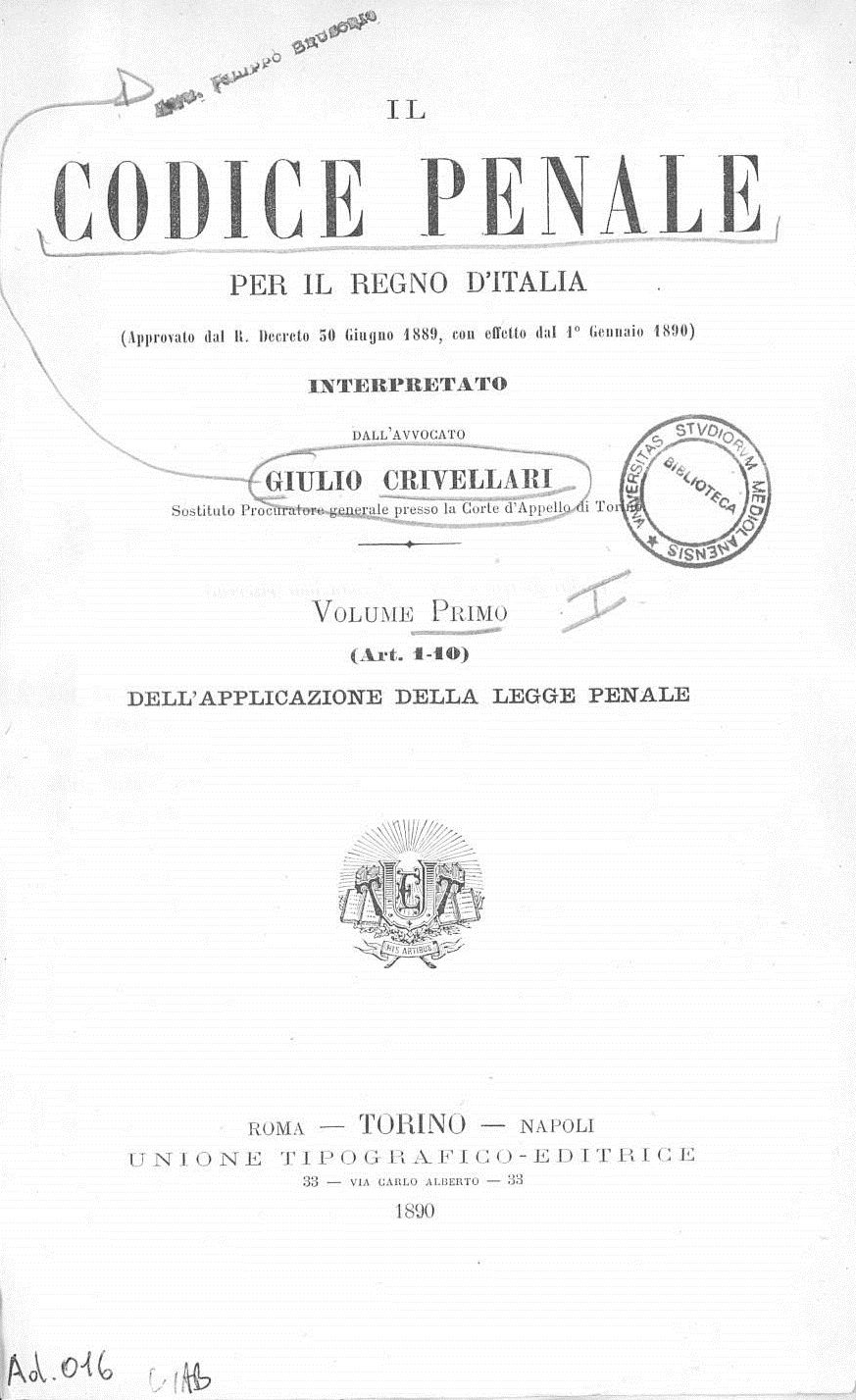
Il codice penale, 1890

Nella Relazione al Re Zanardelli si diceva convinto che “le leggi devono essere scritte in modo che anche gli uomini di scarsa cultura possano intenderne il significato; e ciò deve dirsi specialmente di un codice penale, il quale concerne un grandissimo numero di cittadini anche nelle classi popolari, ai quali deve essere dato modo di sapere, senza bisogno d'interpreti, ciò che dal codice è vietato”. Zanardelli riteneva che la legge penale non dovesse mai dimenticare i diritti dell'uomo e del cittadino e che non dovesse guardare al delinquente come ad un essere necessariamente irrecuperabile: non occorreva solo intimidire e reprimere, ma anche correggere ed educare.

## Caratteristiche
Entrato in vigore il 1º gennaio 1890 (seppur approvato, tra l'altro con l'unanimità delle due Camere, già dal 30 giugno 1889) , questo codice aboliva la pena di morte (che era ancora in vigore nei principali Stati europei; è corretto precisare che di esecuzioni capitali in Italia se ne eseguivano già molto poche anche prima, dal 1867 in poi addirittura meno di 5 in media ogni anno.) per tutti i reati, con l'eccezione di alcuni reati militari in tempo di guerra, e consentiva la libertà di sciopero, in condizioni non-violente e anti-intimidatorie. Inoltre introduceva la libertà condizionale, il principio rieducativo della pena ed aumentava la discrezionalità del giudice al fine di adeguare la pena alla effettiva colpevolezza del reo, ammettendo inoltre l'infermità mentale certificata come causa di esonero dal processo.

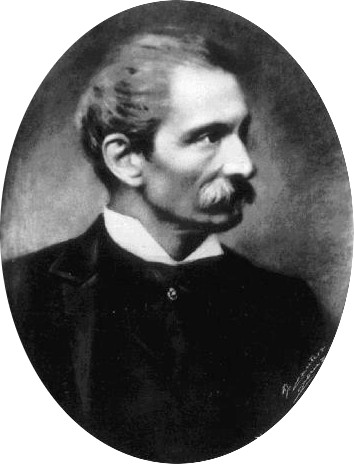
Ritratto di Giuseppe Zanardelli

Il Codice Zanardelli era un codice di impronta nettamente liberale: oltre a riaffermare i fondamentali principi di garanzia di derivazione illuministica, non ammetteva l'estradizione (neppure dello straniero) per i reati politici (pur prevedendone alcuni), eliminò i lavori forzati, abbassò le pene, previde le attenuanti generiche, proibì l'imputazione dei minorenni (tra i 14 e i 18 anni, prima invece giudicabili), tranne nel caso fossero ritenuti dal tribunale come capaci di intendere e volere al livello di un adulto. Distingueva l'aborto dall'infanticidio; tuttavia, recependo la vecchia normativa che tutelava l'individuo formato più di quello ancora in formazione, riteneva l'infanticidio meno grave dell'omicidio, ma solo laddove il fatto fosse commesso "per causa d'onore" e su un bambino che non fosse nato "da più di cinque giorni" e comunque non fosse ancora iscritto allo stato civile. In questo caso era assimilato all'aborto. Diminuiva le pene per i reati di parola come il vilipendio alla religione e alla persona del re. La bigamia diveniva invece un delitto contro l'istituzione familiare, considerata pilastro della società, e non contro la fedeltà, concetto religioso.
Prevedeva la libertà provvisoria in attesa di giudizio, tranne che per i rei colti in flagrante, i sospettati di delitti contro lo Stato e gli imputati di reati fiscali e di rapine, oltre che di coloro che non avevano lavoro o, se disoccupati, un domicilio stabile. In caso di liberazione, esentandone gli imputati poveri, veniva stabilita una cauzione (sarà mantenuta dal codice penale successivo solo per reati di lieve entità).
Disciplinava inoltre, in modo articolato, sia il tentativo che il concorso di persone in reato, distinguendo la responsabilità dei concorrenti nel reato prevedendo figure di compartecipi primari e secondari. Il problema dell'imputabilità veniva risolto alla luce della volontarietà del fatto, attraverso formulazioni chiare per la sua esclusione e diminuzione; veniva cancellata "la forza irresistibile", e l'ubriachezza, anche non accidentale, era considerata causa attenuante. Esso distingueva tra detenzione e reclusione regolando quest'ultima secondo i principi dell'esecuzione progressiva e in funzione della rieducazione del condannato. Numerose erano le disposizioni in tema di dolo, errore, cause di giustificazione, disciplinando per la prima volta l'elemento soggettivo del reato e le cause di giustificazione.
Il Codice Zanardelli sostituì il codice penale sabaudo promulgato dal re Carlo Alberto di Savoia nel 1839 ed entrato in vigore nel 1840 nell'intero territorio del Regno d'Italia, ad esclusione della Toscana, dove rimase in vigore il codice penale locale poiché questo non prevedeva la pena di morte a differenza del codice sardo. 
Per tale ragione è solo con il Codice Zanardelli che si raggiungerà la effettiva unificazione legislativa del Regno. Benché ritenuto da molti penalisti dell'epoca, specie quelli della scuola del positivismo giuridico, un codice troppo "morbido" e obsoleto, in alcune parti, già al momento della promulgazione (in quanto riprendeva anche norme del Codice Napoleonico, promulgato più di 80 anni prima), si trattava comunque di un codice penale avanzato rispetto ai precedenti e perfino a molti codici europei.

## Il superamento
Con l'avvento del Governo Mussolini, molte sue norme furono di fatto disattese e nel 1930 si arrivò alla formale soppressione del Codice Zanardelli, che venne sostituito dal Codice Rocco.
Con la caduta del fascismo e l'entrata in vigore della Costituzione repubblicana si pose il dilemma di ripristinare il più liberale Codice Zanardelli, adeguandolo ai tempi con nuove norme, o mantenere il Codice Rocco che, nonostante l'autoritarismo, appariva scientificamente più avanzato del precedente (il Codice Rocco manteneva inoltre il principio di non retroattività della pena, rifiutando le formulazioni di tipo nazionalsocialista). Si ritenne infine di lasciare in vigore il Codice Rocco, espungendone le disposizioni più illiberali, in attesa dell'emanazione d'un nuovo codice (che fondesse l'ispirazione liberale dello Zanardelli con le nuove idee democratiche) che, però, non andò in porto; il Codice Rocco, seppure emendato da norme tipicamente fasciste e modificato in molte parti, è tuttora così in vigore. Negli anni '80 e '90 ci furono molte proposte, ma alla fine si mantenne il codice Rocco, emanando invece un nuovo codice di procedura penale nel 1988.
Il Codice Zanardelli è stato ufficialmente abrogato in toto solo il 16 dicembre 2010 ai sensi del D.Lgs  13 dicembre 2010, n. 212 in attuazione della Legge 28 novembre 2005, n. 246.

## Uso attuale
Nonostante in Italia non sia più in vigore dal 1930, il Codice Zanardelli costituisce a tutt'oggi la principale fonte penalistica del diritto dello Stato della Città del Vaticano, che lo recepì in seguito ai Patti Lateranensi del 1929 assieme all'intera legislazione italiana allora vigente, anche se il Vaticano abolì de jure la pena capitale solo nel 1969. A causa del difetto di aggiornamento, per reati più recenti (quali ad esempio lo spaccio di sostanze stupefacenti) le autorità vaticane hanno dovuto cercare altre fonti nel loro ordinamento giuridico e il codice nel corso degli anni è stato più volte riformato.
Anche il Codice penale turco adottato dal 1926, che sostituì la versione ottomana ottocentesca ricalcata in parte sul codice penale napoleonico, era basato in parte sul Codice Zanardelli, con l'eccezione della pena di morte che era invece prevista fino al 2004, e di alcune norme più autoritarie. Nel 1930 fu emendato ed adeguato al nuovo codice italiano, il Codice Rocco, emanato sotto il fascismo. Modificato molte volte, nel 2005 è stato sostituito da un nuovo codice penale.